# Jerzy Ręczyński
Jerzy Jan Ręczyński, w Wielkiej Brytanii również George Renczynski, ps. „Ostatni Czwartak”, „Pan Jerzy z Ludwinowa”, „Mikołaj Mielewicz”, „Litwin” (ur. 23 kwietnia 1805 w Ludwinowie lub Szukle w rejonie Augustowa, zm. 24 lutego 1899 w Londonderry (Derry) w Irlandii Północnej) – powstaniec listopadowy, pisarz, pamiętnikarz, pedagog i wynalazca.

## Życiorys
Pochodził z rodziny pieczętującej się herbem Rogala. Nauki pobierał w szkołach w Lublinie i w Warszawie. Od końca 1824 zatrudniony w Komisji Rządowej Przychodów i Skarbu. W maju 1825 rozpoczął służbę w Wojsku Polskim Królestwa Kongresowego, przydzielony w stopniu kadeta do 4 Pułku Piechoty Liniowej (tzw. „Czwartacy”). Pełnił obowiązki podoficera jako instruktor pływania, strzelania i walki na bagnety. W 1830 skierowany do Szkoły Podchorążych Piechoty. 
W czasie powstania listopadowego walczył w 4 Pułku Piechoty Liniowej, m.in. w bitwie o Olszynkę Grochowską. 10 marca 1831 otrzymał Krzyż Srebrny Orderu Virtuti Militari, a 26 marca 1931 awansował na stopień podporucznika. W późniejszym okresie uzyskał rangę kapitana. Od 1831 na emigracji (początkowo w Szwajcarii i Francji, a od 1834 w Wielkiej Brytanii), gdzie wykładał naukę fortyfikacji, był też nauczycielem matematyki, języków, a nawet gry na gitarze. Od 1850 do końca życia mieszkał w Londonderry w Irlandii (dziś Irlandia Północna), nauczając w gimnazjum Foyle College, później także w Hagee Presbyterian College oraz Royal Raphoe School w Donegalu (Irlandia), nauczał też prywatnie języków, geometrii i inżynierii.
Udzielał się w polskich organizacjach emigracyjnych (Ogół Londyński od 1834, Zjednoczenie Emigracji Polskiej od 1837, Towarzystwo Demokratyczne Polskie od 1846). Aktywnie działał w emigracyjnych towarzystwach naukowych (od 1842 członek Grona Historycznego w Londynie, od 1867 Towarzystwa Historyczno-Literackiego w Paryżu). W 1869 uzyskał status poddanego brytyjskiego. Był również członkiem lóż masońskich. Zmarł w wieku 96 lat i został pochowany na cmentarzu miejskim (City Cemetery) w Derry (Londonderry).  
Na Wystawie Powszechnej w Londynie w 1851 prezentowano kilka jego wynalazków. Oprócz pism o charakterze naukowym lub popularnonaukowym pozostawił też literaturę piękną po polsku i angielsku, w większości nieopublikowaną i częściowo zaginioną. Jego pisma znajdują się w Bibliotece Polskiej w Paryżu, a także w Ossolineum we Wrocławiu. Wydał m.in.  The Valley of Death, or, the Famous Charge of the British Light Cavalry, October 25th, 1854 (ok. 1857), Rymotwór historyczny o wyjściu pułku czwartego piechoty liniowej z Warszawy 11 grudnia 1830 r. (1885) i Utwory ostatniego czwartaka (1885).
Nie założył rodziny. W 1908 ukazały się jego wspomnienia pt. Moja wojaczka, 1825–1831 w opracowaniu Władysława Chodźkiewicza.